# Рајполтскирхен
Рајполтскирхен (њем. Reipoltskirchen) општина је у њемачкој савезној држави Рајна-Палатинат. Једно је од 98 општинских средишта округа Кузел. Према процјени из 2010. у општини је живјело 384 становника. Посједује регионалну шифру (AGS) 7336085.

## Географски и демографски подаци
Рајполтскирхен се налази у савезној држави Рајна-Палатинат у округу Кузел. Општина се налази на надморској висини од 208 метара. Површина општине износи 7,5 km². У самом мјесту је, према процјени из 2010. године, живјело 384 становника. Просјечна густина становништва износи 51 становника/km².